# Волинска губерния
Волинска губерния (на руски: Волынская губерния) е югозападна губерния на Руската империя, а след това област на Украинската ССР, която се намира на територията на историческата област Волиния. Образувана е на 5 юли 1795 г. като Волинско наместничество на част от територията на премахнатото Изяславско наместничество. На 12 декември 1796 г. наместничеството е преобразувано в губерния. Губернски град до 1804 г. е град Новоград-Волински (днес град Звягел в Украйна), а от 1804 г. – град Житомир (в Украйна).

## Административно деление
| №  | Уезд                 | Уезден град и населението му    | Герб на уездния град | Площ, km² | Население (1897 г.), хил. души |
| -- | -------------------- | ------------------------------- | -------------------- | --------- | ------------------------------ |
| 1  | Владимир-Волински    | Владимир-Волински (8 185 души)  |                      | 5650,3    | 274 823                        |
| 2  | Дубенски             | Дубно (7 704 души)              |                      | 3478,5    | 195 231                        |
| 3  | Житомирски           | Житомир (69 785 души)           |                      | 6766,5    | 434 725                        |
| 4  | Заславски            | Заславл (10 026 души)           |                      | 3055,2    | 210 770                        |
| 5  | Ковелски             | Ковел (15 116 души)             |                      | 6487,0    | 213 137                        |
| 6  | Кременецки           | Кременец (13 276 души)          |                      | 2925,1    | 221 399                        |
| 7  | Луцки                | Луцк (15 125 души)              |                      | 6562,2    | 252 004                        |
| 8  | Новоград-Волински    | Новоград-Волинск (15 308 души)  |                      | 6331,3    | 350 183                        |
| 9  | Овручски             | Овруч (9 845 души)              |                      | 9274,5    | 205 637                        |
| 10 | Острожски            | Острог (11 758 души)            |                      | 2694,1    | 169 947                        |
| 11 | Ровенски             | Ровно (24 905 души)             |                      | 7565,9    | 274 807                        |
| 12 | Староконстантиновски | Староконстантинов (16 527 души) |                      | 2246,2    | 195 241                        |

## Земски учреждения
С въвеждането на земските учреждения (институции на местната самоуправа) през 1864 г., губернията била оставена неземска – т. е. без органи на местна самоуправа. През 1903 г. е приет „Правилник за управлението на земското стопанство във Витебска, Волинска, Киевска, Минска, Могильовска, Подолска“, с който в губернията е въведен модифициран порядък на местно управление, според който всички членове на местните управителни съвети се назначават пряко от правителството в столицата Санкт Петербург. Тази процедура била възприета от населението като неудачна, след което през 1910 г. се разработва законопроект за въвеждането на избирателни земски учреждения в тези губернии, но все пак се предвиждат определени изключения от общата процедура, която била утвърдена в други губернии, понеже в тия губернии имало много полски крупни земевладелци и така трябвало да се попречи те да бъдат избрани в местната самоуправа. Приемането на този закон през 1911 г. е придружен от остра политическа криза. В крайна сметка, в тези шест губернии се въвеждат избирателни земства (местна самоуправа) от 1912 г. нататък.

## Общи данни

### Географско положение
Граничи с Полското кралство и Галиция (част от Австро-Унгария) на запад, с Гродненска и Минска губерния на север, с Киевска губерния на изток и с Подолска губерния на юг.
Южната част на губернията е прорязана от полите на Карпатите, от които Авратинското възвишение край град Кременец достига 1328 фута (405 м) (най-високата точка в Европейска Русия, с изключение на Урал, Крим и източната част от Архангелските планини). Северната част на губернията е плоска, блатиста низина, покрита с торфени блата и гори, и принадлежи към Пинската гора.
На север почвата е блатиста и пясъчлива, в средната част на губернията е глинеста и пясъчлива, на места скалиста, на юг има плодородна черна почва.
Горите заемат 23 337 km² (32 % от площта), разположени са на север, докато южната част е без гори.
Има много реки, всички те, с изключение на Западен Буг и Тетерев (приток на река Днепър), се вливат в река Припят; има много реки за рафтинг. Плавателни реки са Западен Буг, Стир и Горин.

### Минерални богатства
Гранит, планински кристал, глини – огнеупорни, формовани и порцеланови, торф, кафява желязна руда (лимонит) и блатна руда. Открити са, но не са добивани: графит, въглища, кехлибар.

### Национално стопанство
Основните земеделски продукти са: зимна ръж (средна реколта за 1900 – 1904 г. е 535 648,47 тона), зимна пшеница (средна реколта 275 195,54 тона), ечемик (средна реколта 117 940,94 тона), овес (средна реколта 317 785,33 тона), елда (средна реколта 58 970,47 тона), просо (средна реколта 37 675,58 тона), грах (средна реколта 32 761,37 тона), картофи (средна реколта 868 176,42 тона), захарно цвекло за захарни заводи (около 327 613,74 тона).
Отглеждат се тютюн и хмел. На юг е развито градинарството: отглеждат се праскови, кайсии и грозде.
В гористите райони селяните се занимават с пчеларство (182 хиляди кошера, 573,32 тона мед, 65,52 тона восък). Благодарение на изобилието от сенодобивни ливади и пасища е развито скотовъдството (1903 г.): 693 хиляди коне (45 конеферми), 4 096 хиляди говеда, 829 хиляди овце, 680 хиляди свине. Козината отива отчасти във вътрешността на империята, отчасти се изнася за Австрия.
Тук има фабрики и заводи и дребна промишленост с производство от 33,5 милиона рубли годишно и 20 хиляди работници.
Най-значими са захарните заводи (16 с производство за 12,3 милиона рубли), дестилерии (113 с производство за 3,6 милиона рубли), парни мелници (86 с производство за 977 хиляди рубли), воденици (383 с производство за 3,5 милиона рубли), дъскорезници (48 с производство за 1,435 милиона рубли).
Има 84 хиляди занаятчии (от тях 62 хиляди в селата). Те произвеждат: дървени изделия (паркет, мебели и др.), кожухарски продукти (кожени ръкавици) и др.; търговия за големите руски градове.
Горско стопанство (дърводобив и дървени салове) има в северната част на губернията.

### Климат
Климатът е умерен, средната годишна температура за град Житомир е +7,6 °C.

## Образование
Учебни заведения (1903 г.): 3003 със 129 454 учащи се.
- 727 основни училища
- 956 енорийски (църковни) училища
- 523 училища за ограмотяване (с общо 106 634 учащи се)
- 10 средни училища (с 3649 учащи се)
- 7 духовни училища
- 1 учителска семинария
- 5 селски училища
- 1 фелдшерско училище
- 770 еврейски училища (с 17 265 учащи се)

## Население
През 1904 г. има само 3316 хиляди души, от които градското население е 292 хиляди души.
Численият и езиков състав според преброяването от 1897 г., определящ не националността, а езиковата принадлежност (руснаци, украинци, беларуси се считат за единен руски народ, разделен на диалекти).
| Уезд                    | руснаци | евреи  | поляци | германци | украинци | чехи  |
| ----------------------- | ------- | ------ | ------ | -------- | -------- | ----- |
| Губерниято като цяло    | 3,5 %   | 13,2 % | 6,2 %  | 5,7 %    | 70,0 %   | …     |
| Владимир-Волински       | 2,1 %   | 10,4 % | 8,4 %  | 5,7 %    | 72,8 %   | …     |
| Дубенски                | 8,2 %   | 11,5 % | 6,5 %  | 3,6 %    | 64,2 %   | 5,3 % |
| Житомирски              | 2,4 %   | 14,3 % | 5,7 %  | 10,8 %   | 65,9 %   | …     |
| Изяславски              | 6,9 %   | 13,3 % | 7,0 %  | …        | 61,8 %   | …     |
| Ковелски                | 8,5 %   | 11,9 % | 4,6 %  | …        | 73,5 %   | …     |
| Кременецки              | 0,7 %   | 12,2 % | 3,0 %  | …        | 83,4 %   | …     |
| Луцки                   | 7,0 %   | 14,1 % | 9,7 %  | 12,0 %   | 55,1 %   | 1,5 % |
| Новоград-Волински       | 5,5 %   | 15,6 % | 5,2 %  | 10,9 %   | 62,4 %   | …     |
| Овручски                | 3,4 %   | 10,6 % | 1,3 %  | 1,2 %    | 82,6 %   | …     |
| Острожски               | 6,7 %   | 10,8 % | 6,6 %  | 1,5 %    | 72,5 %   | 1,6 % |
| Ровенски                | 0,5 %   | 16,0 % | 9,2 %  | 8,9 %    | 63,2 %   | 1,7 % |
| Староконстантиновски    | 6,9 %   | 14,3 % | 5,5 %  | …        | 62,8 %   | …     |
| град Житомир (без уезд) | 25,7 %  | 46,4 % | 11,3 % | 1,0 %    | 13,9 %   | 0,3 % |

### Религиозен състав
- Православни 73 %
- Евреи 13,2 %
- Католици 7,5 %
- Протестанти 6 %
- Старообрядци 0,4 %.

## Ръководство на губернията

### Генерал-губернатор
| Име                       | Титла, чин, звание     | Мандат                     |
| ------------------------- | ---------------------- | -------------------------- |
| Тимофей Иванович Тутолмин | генерал-аншеф          | 05.07.1796 – 12.12.1796 г. |
| Михаил Иванович Комбурлей | таен съветник, сенатор | 29.01.1813 – 1815 г.       |

### Управител на наместничеството
| Име                         | Титла, чин, звание | Мандат                     |
| --------------------------- | ------------------ | -------------------------- |
| Василий Сергеевич Шереметев | генерал-майор      | 06.08.1796 – 15.11.1796 г. |

### Губернатори
| Име                                  | Титла, чин, звание                                          | Мандат                     |
| ------------------------------------ | ----------------------------------------------------------- | -------------------------- |
| Михаил Павлович Миклашевски          | действителен държавен съветник                              | 08.01.1797 – 19.11.1797 г. |
| Пьотр Егорович Гревс                 | държавен съветник, изпълняващ длъжността                    | 19.11.1797 – 04.07.1799 г. |
| Карл Иванович Глазенап               | действителен държавен съветник                              | 04.07.1799 – 27.06.1800 г. |
| Иван Онуфриевич Курис                | действителен държавен съветник                              | 27.06.1800 – 1802 г.       |
| Гавриил Степанович Решетов           | действителен държавен съветник                              | 07.02.1802 – 1805 г.       |
| Михаил Николаевич Волконский         | княз, действителен държавен съветник                        | 09.1805 – 1806 г.          |
| Михаил Иванович Комбурлей            | таен съветник                                               | 03.07.1806 – 1815 г.       |
| Карл Францевич Сент-При              | граф, действителен държавен съветник, изпълняващ длъжността | 23.12.1815 – 1816 г.       |
| Домбровски                           | изпълняващ длъжността                                       | 14.02.1816 – 22.03.1816 г. |
| Фьодор Фьодорович Сиверс             | таен съветник, изпълняващ длъжността                        | 22.03.1816 – 13.04.1816 г. |
| Варфоломей Каетанович Гижицкий       | действителен държавен съветник                              | 13.04.1816 – 1824 г.       |
| Михаил Фадеевич Бутовт-Андржейкович  | действителен държавен съветник                              | 30.10.1824 – 1828 г.       |
| Павел Иванович Аверин                | действителен държавен съветник                              | 18.04.1828 – 06.04.1831 г. |
| Андрей Петрович Римски-Корсаков      | държавен съветник (действителен държавен съветник)          | 17.04.1831 – 1835 г.       |
| Николай Василевич Жуковский          | действителен държавен съветник                              | 19.04.1835 – 21.03.1837 г. |
| Александър Илич Звегинцов            | действителен държавен съветник                              | 27.03.1837 – 03.09.1837 г. |
| Маслов                               | генерал-майор                                               | 03.09.1837 – 1839 г.       |
| Григорий Сергеевич Лашкарьов         | генерал-майор                                               | 06.02.1839 – 1844 г.       |
| Иван Василевич Каменский             | генерал-майор                                               | 06.11.1844 – 1848 г.       |
| Иларион Иларионович Василчиков       | княз, генерал-майор                                         | 09.04.1848 – 1851 г.       |
| Иван Фьодорович Кривцов              | инженер, генерал-майор, изпълняващ длъжността               | 04.05.1851 – 1852 г.       |
| Николай Петрович Синелников          | генерал-майор                                               | 08.12.1852 – 08.09.1855 г. |
| Павел Николаевич Клушин              | действителен държавен съветник                              | 30.12.1855 – 1856 г.       |
| Михаил Василевич Друцкой-Соколинский | княз, действителен държавен съветник                        | 09.10.1856 – 1863 г.       |
| Михаил Иванович Чертков              | генерал-майор от Свитата на Негово Величество               | 14.01.1864 – 07.05.1866 г. |
| Николай Павлович Ейлер               | генерал-майор от Свитата на Негово Величество               | 17.05.1866 – 02.12.1866 г. |
| Иван Владимирович Галер              | генерал-майор                                               | 02.12.1866 – 08.07.1871 г. |
| Пьотър Аполлонович Гресер            | действителен държавен съветник                              | 08.07.1871 – 28.04.1878 г. |
| Юрий Николаевич Подгоричани-Петрович | граф, в звание камерхер, действителен държавен съветник     | 05.05.1878 – 22.09.1881 г. |
| Лев Павлович Томара                  | камерхер, действителен държавен съветник                    | 22.11.1881 – 30.05.1885 г. |
| Виктор Вилгелмович Вал               | генерал-майор от Свитата на Негово Величество               | 05.06.1885 – 25.02.1889 г. |
| Евгений Осипович Янковский           | генерал-майор                                               | 25.02.1889 – 28.07.1892 г. |
| Сергей Петрович Суходолский          | действителен държавен съветник                              | 15.10.1892 – 11.07.1896 г. |
| Фьодор Фьодорович Трепов             | генерал-майор                                               | 11.07.1896 – 17.04.1898 г. |
| Иосиф Яковлевич Дунин-Барковский     | действителен държавен съветник                              | 25.04.1898 – 10.05.1904 г. |
| Пьотър Иванович Каталей              | действителен държавен съветник                              | 10.05.1904 – 26.07.1905 г. |
| Флор Александрович Щакелберг         | барон, действителен държавен съветник                       | 26.07.1905 – 21.09.1909 г. |
| Александър Павлович Кутайсов         | граф, действителен държавен съветник                        | 21.09.1909 – 27.02.1912 г. |
| Михаил Алексеевич Мелников           | държавен съветник                                           | 27.02.1912 – 1915 г.       |
| Яков Георгиевич Гололобов            | колежки съветник                                            | 1915 г.                    |
| Пьотър Василевич Скаржинский         | държавен съветник (действителен държавен съветник)          | 1915 – 1917 г.             |

### Губернскипредводители на дворянството
| Име                                     | Титла, чин, звание                                             | Мандат                     |
| --------------------------------------- | -------------------------------------------------------------- | -------------------------- |
| Каетан Адамович Миончинский             | граф, генерал-лейтенант                                        | 05.1799 – 10.1802 г.       |
| Станислав-Григорий Станиславович Ворцел | граф, таен съветник                                            | 10.1802 – 05.08.1808 г.    |
| Алонзий Францевич Гостинский            |                                                                | 05.08.1808 – 1811 г.       |
| Вацлав Янович Ганский                   | граф                                                           | 31.07.1811 – 1814 г.       |
| Варфоломей Каетанович Гижицкий          | генерал-майор                                                  | 31.08.1814 – 1815 г.       |
| Иван Игнатевич Холоневский              | граф                                                           | 01.07.1815 – 1816 г.       |
| Варфоломей Каетанович Гижицкий          | генерал-майор                                                  | 18.01.1816 – 11.04.1816 г. |
| Генрих Августович Илинский              | граф, камер-юнкер                                              | 11.04.1816 – 1818 г.       |
| Евстафий Иеронимович Сангушко           | княз, генерал-майор                                            | 17.07.1818 – 1820 г.       |
| Викентий Осипович Ледуковский           | граф                                                           | 09.08.1820 – 1823 г.       |
| Пьотър Игнатевич Мошинский              | граф                                                           | 07.1823 – 1826 г.          |
| Михаил Доминикович Чацкий               | граф, подпоручик                                               | 29.07.1826 – 1829 г.       |
| Грациан Станиславович Ленкевич          | камерхер                                                       | 31.07.1829 – 1838 г.       |
| Януш Августович Илинский                | граф, камерхер, държавен съветник                              | 12.06.1838 – 1841 г.       |
| Константин Ксавериевич Любомирский      | княз, генерал-майор                                            | 04.08.1841 – 15.09.1841 г. |
| Яков Антонович Омецинский               | държавен съветник                                              | 1841 – 1844 г.             |
| Фьодор Каетанович Бобр-Бистревский      | държавен съветник                                              | 28.08.1844 – 03.12.1850 г. |
| Ромуалд Лукич Ледуковский               | граф                                                           | 03.12.1850 – 09.03.1852 г. |
| Владимир Адамович Свейковский           | в звание камер-юнкер, колежки асесор                           | 26.04.1852 – 22.06.1856 г. |
| Карл Фадеевич Микулич                   | колежки асесор                                                 | 22.06.1856 – 1863 г.       |
| Владислав Осипович Зеленский            | колежки асесор, изпълняващ длъжността                          | 1863 – 1866 г.             |
| Николай Константинович Имеретинский     | княз, генерал-майор                                            | 09.11.1866 – 12.1869 г.    |
| вакантна позиция                        |                                                                | 1870 – 1872 г.             |
| Модест Модестович Карамишев             | подпоручик от гвардията                                        | 01.03.1872 – 1877 г.       |
| вакантна позиция                        |                                                                | 1877 – 1880 г.             |
| Николай Сергеевич Кудашев               | княз, на должност щалмайстер (завеждащ императорската конюшня) | 04.01.1880 – 1881 г.       |
| вакантна позиция                        |                                                                | 1881 – 1882 г.             |
| Сергей Аполлонович Уваров               | действителен държавен съветник, на должност хофмайстер         | 08.05.1882 – 22.01.1900 г. |
| Фьодор Максимилианович Нирод            | граф, колежки асесор                                           | 27.03.1901 – 31.12.1901 г. |
| Владимир Викторович Волконский          | княз, подпоручик от гвардията в оставка                        | 23.03.1902 – 17.08.1907 г. |
| Павел Александрович Демидов             | колежки съветник                                               | 17.08.1907 – 1914 г.       |
| Борис Николаевич Лелявский              | надворен съветник                                              | 1914 – 1915 г.             |
| Иля Афанасевич Папа-Афанасопуло         | държавен съветник                                              | 1915 – 1917 г.             |